# Stříbrný kříž Žilinské diecéze
Stříbrný kříž Žilinské diecéze (slovensky: Strieborný kríž Žilinskej diecézy) je vyznamenání Žilinské diecéze založené Tomášem Galisem, diecézním biskupem v roce 2018 u příležitosti 10. výročí zřízení diecéze. Vyznamenání je zřízeno v jediné třídě a všichni laureáti jsou zapsáni do zvláštní matriky. Poprvé bylo vyznamenání uděleno 9. února 2018.

## Specifikace
Vyznamenání sestává z medaile průměru 70 mm a nositelné miniatury průměru 13 mm. Každé vyznamenání nese na reverzní straně kromě názvu také jméno laureáta, datum udělení a matriční číslo, které se shoduje s číslem příslušného dekretu.
- Autor návrhu a koncepce vyznamenání: Mgr. Ing. Marek Sobola, PhD.
- Sádrový model: Branislav Rona, ateliér Mincovny Kremnica
- Ražba: Mincovna Kremnica
- Materiál: stříbro (Ag)

## Laureáti

### Ocenění 9. února 2018
- Alois Kothgasser, emeritní arcibiskup Arcidiecéze Salcburk (Rakousko)[2]
- Ludwig Schwarz, emeritní biskup Diecéze Linz (Rakousko)[2]
- Don Luciano Cappelli, kněz Diecéze Crema (Itálie)[2]
- Mgr. Ivan Mahrik, farář Farnosti Korňa[2]
- Ing. Anton Barcík, generální ředitel Považské cementárny Ladce[2]
- Mgr. Peter Birčák, ředitel Diecézní charity Žilina[2]
- Ing. Anna Kondelová, PhD. a Ing. Emil Kondela, Žilina[2]
- Ing. Mgr. Miriam Janegová, ředitelka diecézního školního úřadu v Žilině[2]
- Mgr. Juliana Burschiková, pedagožka[2]

## Externí odkazy

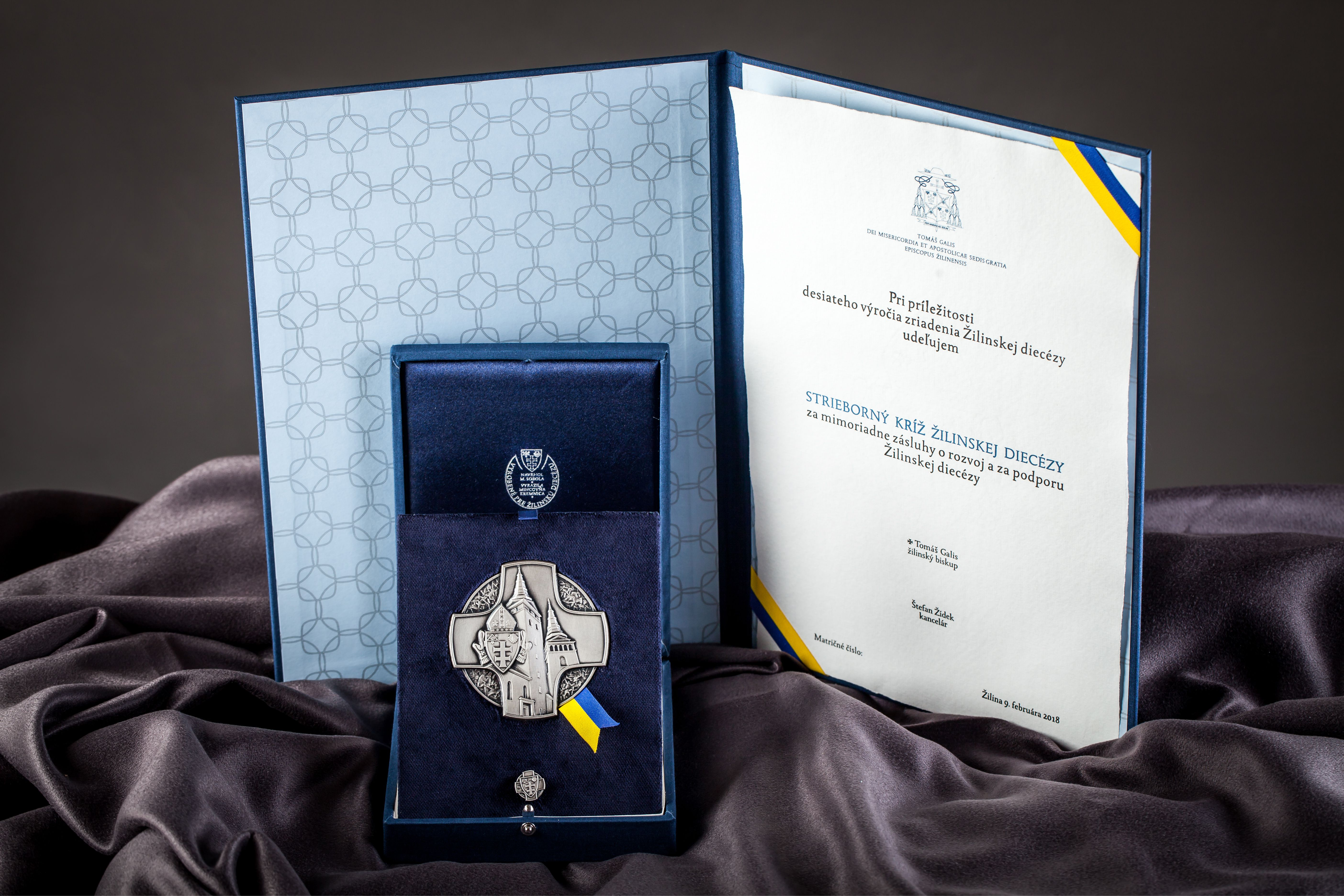
Kompletní vyznamenání s bianco dekretem